# استرومبرگ
استرومبرگ (به آلمانی: Stromberg) یک رشته‌کوه در آلمان است که در شمال ایالت بادن-وورتمبرگ واقع شده‌است و بیش از ۴۷۶ متر از سطح دریا ارتفاع دارد در ادبیات آلمانی به این ناحیه اشاره هایی شده است.